# Calochortus ciscoensis
Calochortus ciscoensis är en liljeväxtart som beskrevs av Stanley Larson Welsh och N.Duane Atwood. Calochortus ciscoensis ingår i släktet Calochortus och familjen liljeväxter.
Artens utbredningsområde är Utah. Inga underarter finns listade.